# 香港寬頻流動通訊
香港寬頻流動通訊是香港一家流動電訊網絡商，現為香港寬頻全資附屬機構。

## 服務
香港寬頻於2016年於以流動虛擬行動網路服務經營者（MVNO）方式提供流動電訊服務。
2017年7月，香港寬頻流動通訊宣佈香港寬頻流動通訊登記客戶突破20萬。